# Henry Siddons Mowbray
Henry Siddons Mowbray (Alessandria d'Egitto, 5 agosto 1858 – Washington, 13 gennaio 1928) è stato un pittore statunitense.

## Biografia
Henry Siddons Mowbray nacque in Egitto ad Alessandria da genitori inglesi. Suo padre, George M. Mowbray era un esperto in esplosivi.
Rimasto orfano fu portato in America da uno zio che si stabilì a North Adams, nel Massachusetts.
Nel 1877 Mowbray entrò nell'Accademia militare di West Point, ma vi rimase solo un anno, avendo scoperto che la sua vera vocazione non era militare bensì artistica. Si trasferì quindi a Parigi e, nel 1879, entrò nell'atelier di Léon Bonnat. Già il suo primo quadro, "The Aladdin", lo portò all'attenzione di tutti.
Rimase a studiare con Bonnat sino al 1883, quando decise di tornare negli Stati Uniti. Ben presto conobbe un discreto successo e divenne membro della Society of American Artists. La sua opera "Evening Breeze" ricevette il "Clark Prize" della National Academy of Design nel 1888, anno in cui fu eletto membro associato dell'Accademia stessa. Solo tre anni dopo l'Accademia lo accolse come membro ordinario.
Mowbray raggiunse la notorietà per i suoi lavori decorativi, in particolare per  "The transmission of the Law" realizzato nell'edificio della Corte d'Appello, per il soffitto della dimora di F. W. Vanderbilt e della Morgan's Library, oltre che per il soffitto e le pareti della sala di lettura dello University Club di New York.
Quest'ultima opera fu realizzata nel 1903 a Roma, dove Mowbray era stato nominato direttore dell'American Academy.
In precedenza aveva insegnato anche alla Art Students League di New York e nei primi anni del secolo aveva terminato un affresco nella Howard M. Metzenbaum Courthouse.
Fra i suoi allievi vi furono Henry Brown Fuller e sua moglie Lucia Fairchild Fuller.
Henry Mowbray morì nella cittadina di Washington nel Connecticut all'età di 70 anni.

## Altri progetti

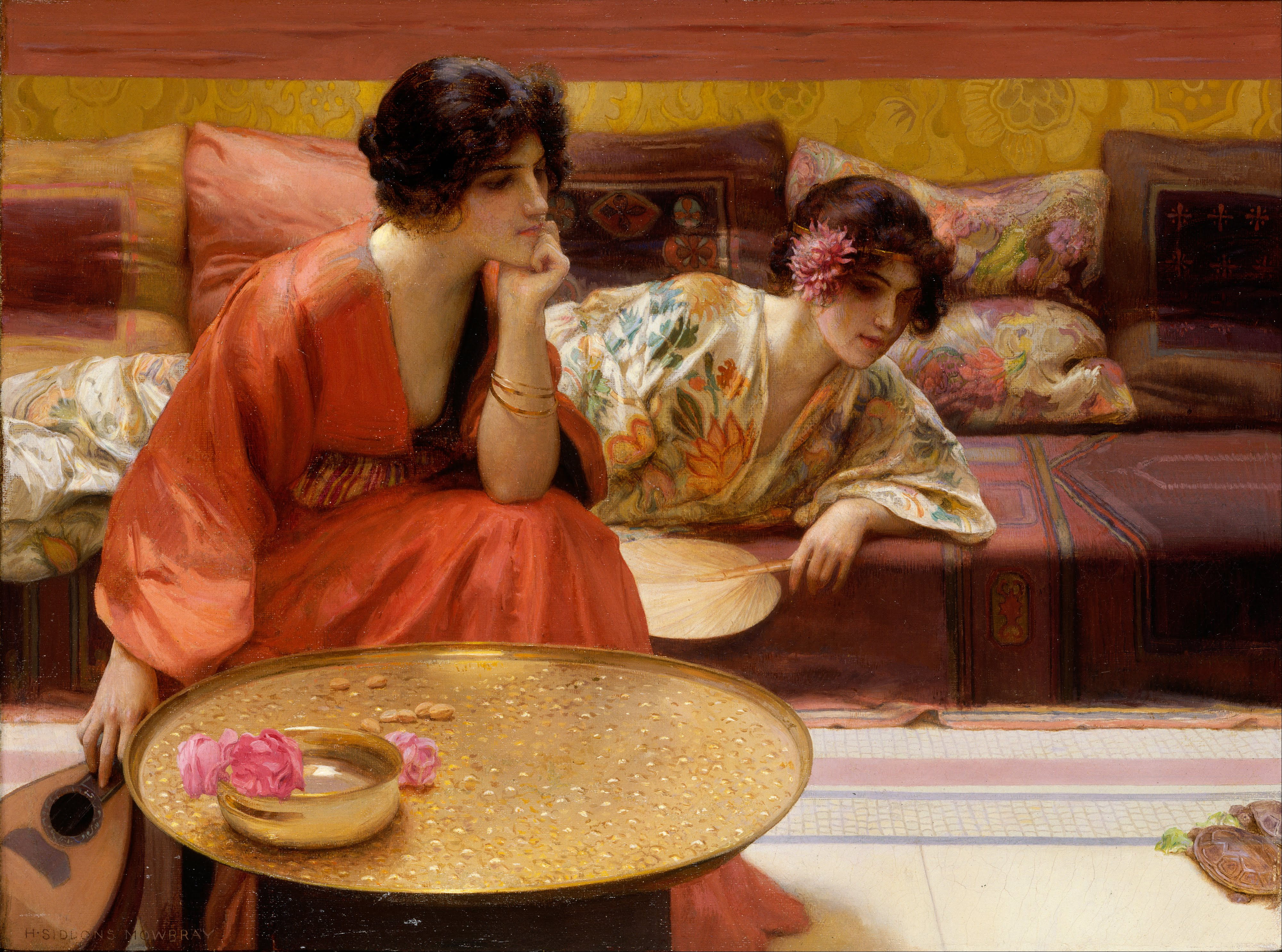
Le ore pigre

## Galleria d'immagini

### Opere profane

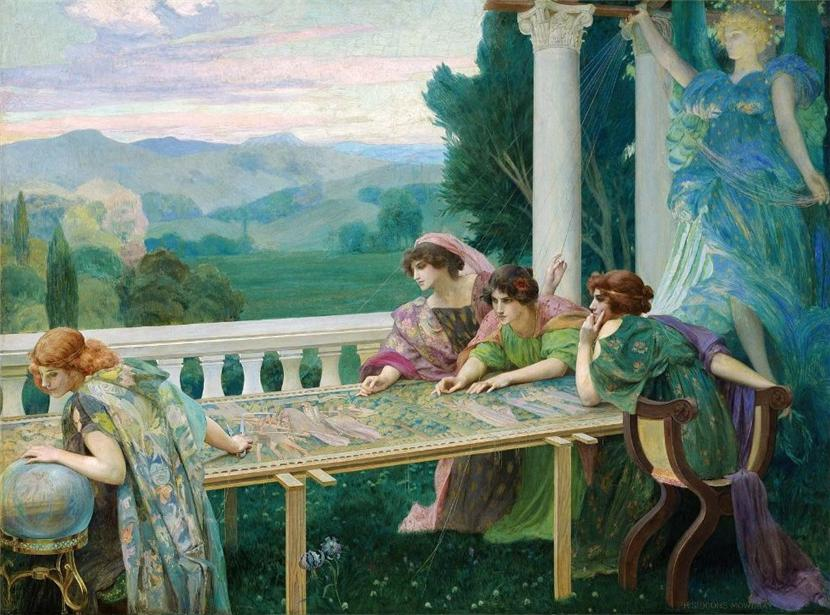
Il destino
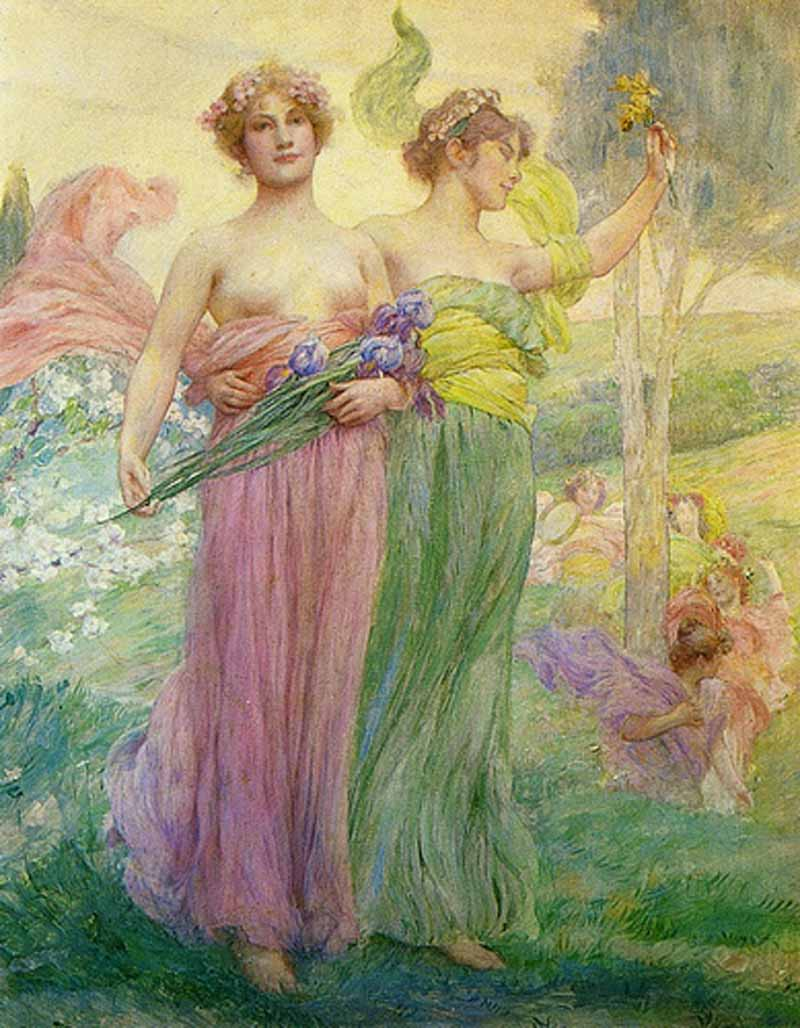
Scena floreale
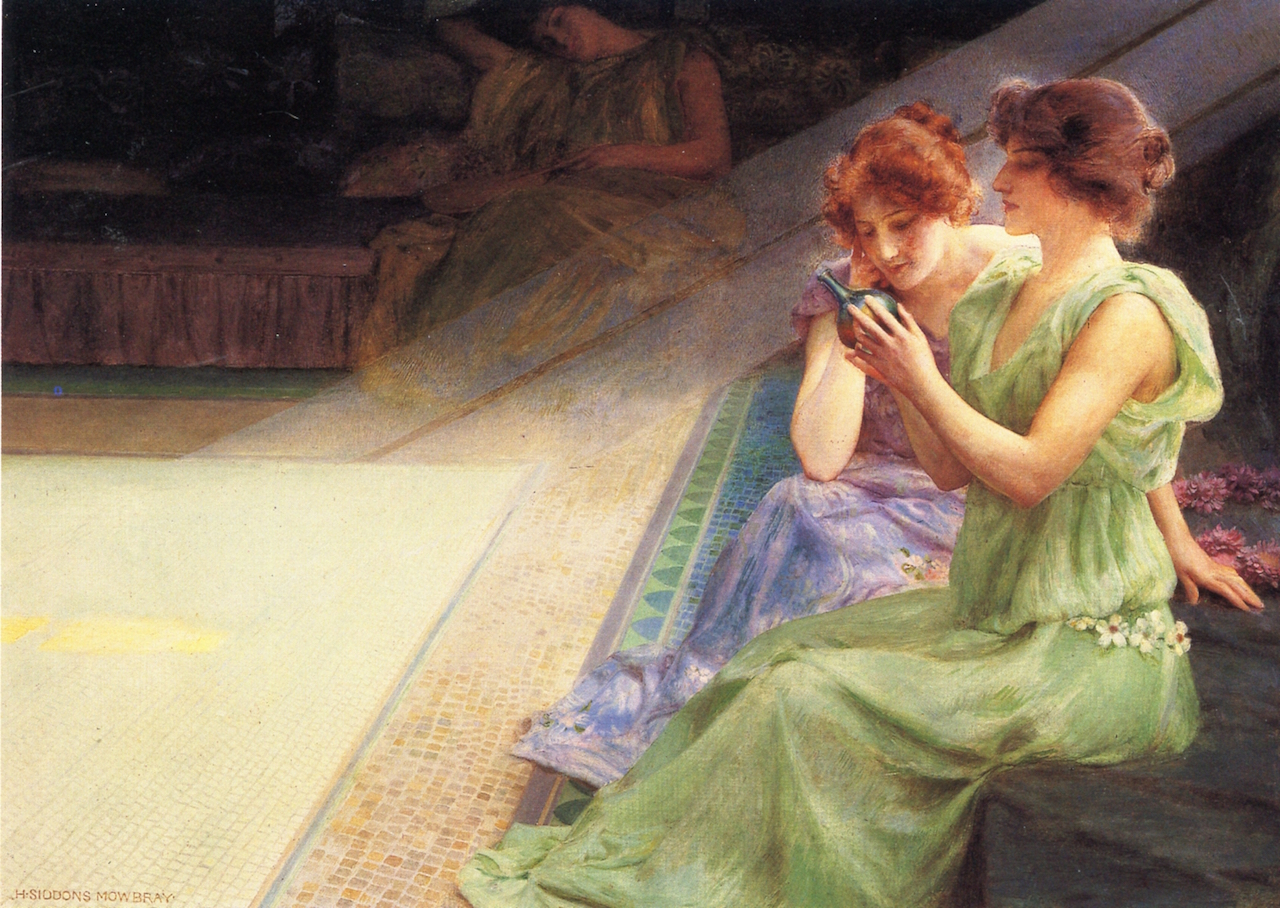
Iridescenza
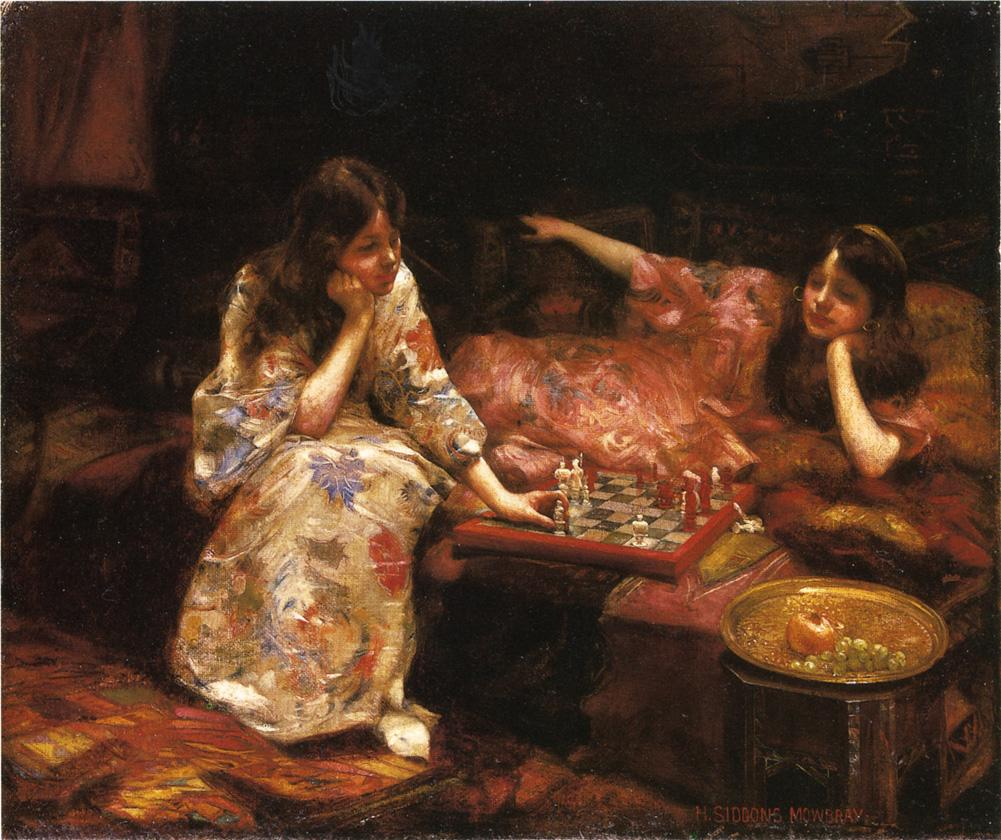
Gli scacchi

### Opere religiose

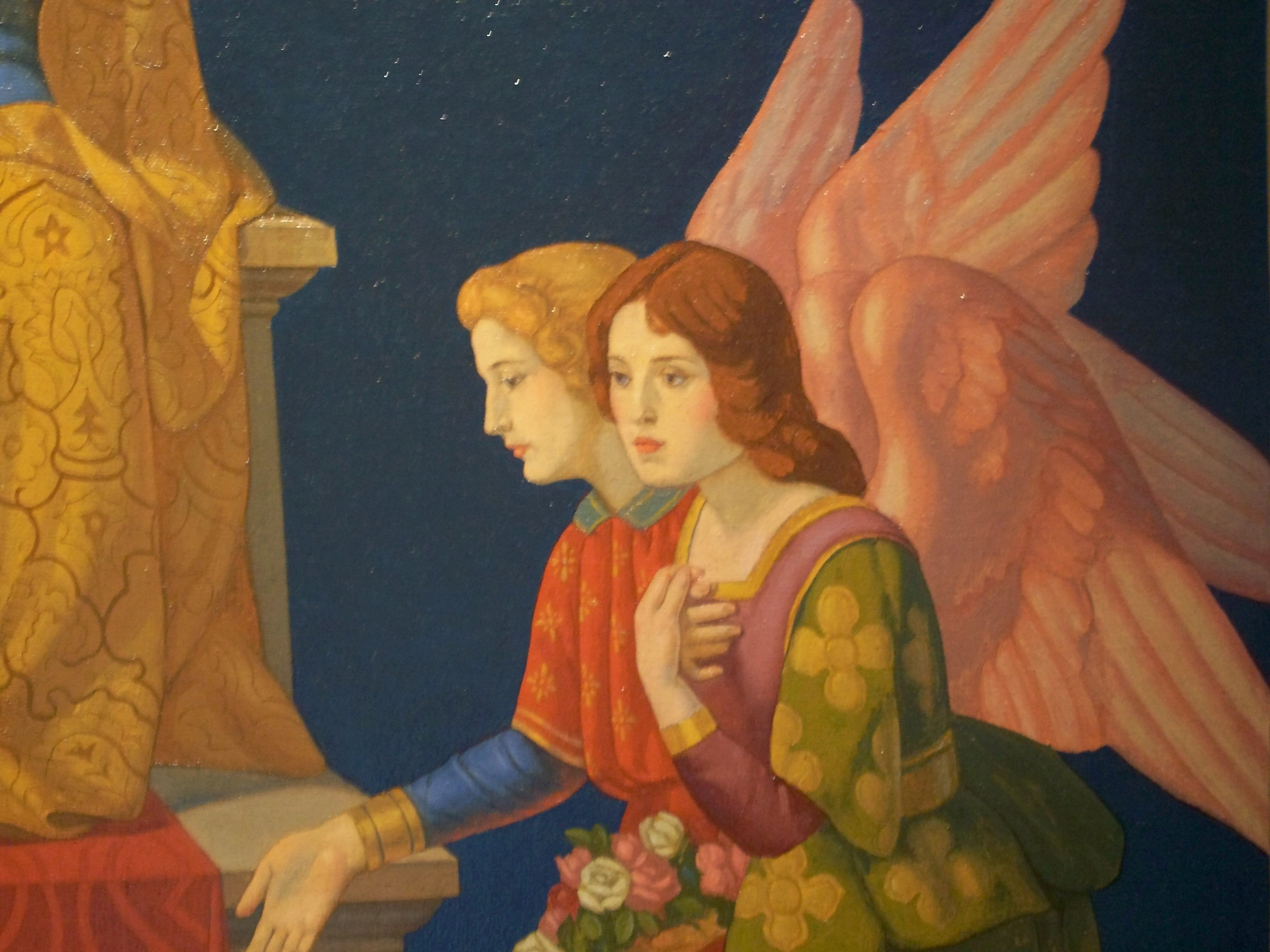
La madonna sul trono (dettaglio degli angeli)
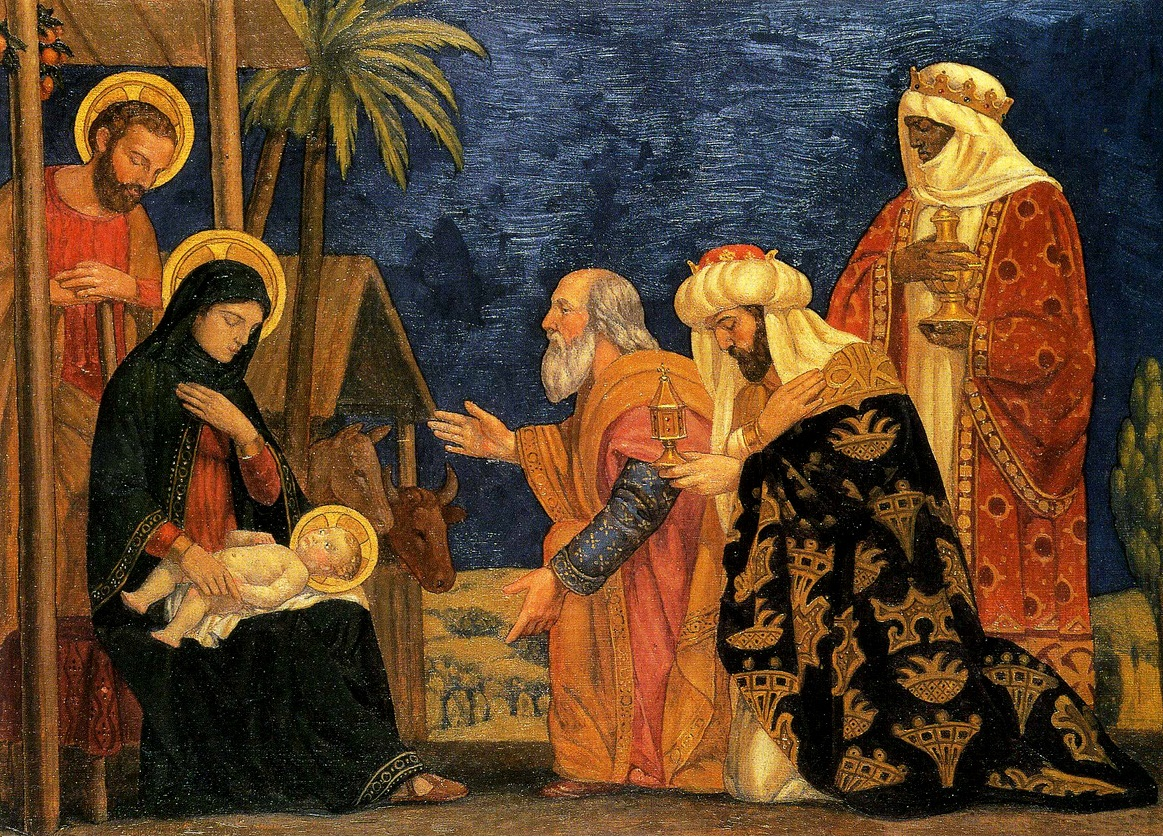
I Re Magi
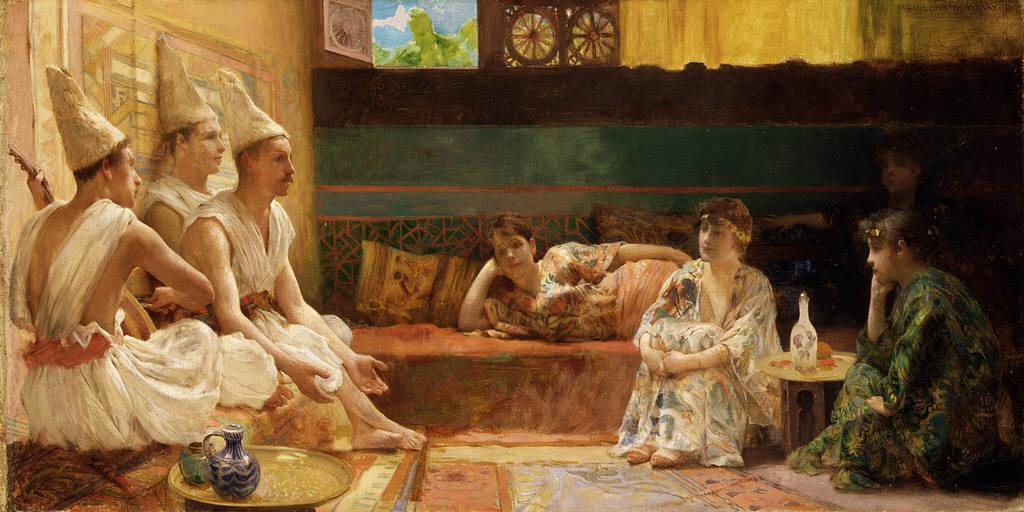
The Calenders